# Bâtiment situé 19 rue Kralja Petra I à Sombor
Le bâtiment situé 19 rue Kralja Petra I à Sombor (en serbe cyrillique : Зграда у Ул. Краља Петра I бр. 19 у Сомбору ; en serbe latin : Zgrada u Ul. Kralja Petra I br. 19 u Somboru) est situé à Sombor, dans la province de Voïvodine et dans le district de Bačka occidentale, en Serbie. Il est inscrit sur la liste des monuments culturels de grande importance de la république de Serbie (identifiant no SK 1246).

## Présentation
Le bâtiment, constitué d'un rez-de-chaussée et d'un étage, a été construit dans les années 1860 selon des plans de l'architecte Anton Rekel.
La verticalité de la façade principale est assurée par des colonnes qui supportent la corniche qui court le long du toit ; dans la partie centrale, cette corniche est étayée par consoles. À l'étage, les fenêtres rectangulaires s'insèrent dans des motifs géométriques et floraux ; sur le balcon situé au centre de l'étage, se trouvent trois ouvertures à double battant surmontées de reliefs richement ornés de motifs reprenant ceux des fenêtres latérales.
Dans cette maison a vécu Kosta Popović, l'un des hommes politiques les plus importants de Sombor dans l'entre-deux-guerres, qui a été vice-président de l'Assemblée nationale de Yougoslavie et sénateur du royaume de Yougoslavie.